# Lijst van rijksmonumenten in Santpoort-Noord
De plaats Santpoort-Noord telt 22 inschrijvingen in het rijksmonumentenregister. Hieronder een overzicht.
| Object                                              | Oorspronkelijke functie?  | Bouwjaar | Architect | Locatie                      | Coördinaten?                  | Nr.?  | Afbeelding                                          |
| --------------------------------------------------- | ------------------------- | -------- | --------- | ---------------------------- | ----------------------------- | ----- | --------------------------------------------------- |
| H.B.M. Grenspaal                                    | Grensafbakening           |          |           | Grenspaal Burg. Enschedelaan | 52° 25' 42" NB, 4° 38' 32" OL | 37097 | Meer afbeeldingen                                   |
| 'Vluchthoven'                                       | Woonhuis                  | 18e eeuw |           | Hoofdstraat 236              | 52° 25' 44" NB, 4° 38' 38" OL | 37099 | Meer afbeeldingen                                   |
| Koetshuis, gekoppelde samengetrokken topgevel       | Bijgebouwen kastelen enz. | 18e eeuw |           | Hoofdstraat 238              | 52° 25' 43" NB, 4° 38' 37" OL | 37100 | Meer afbeeldingen                                   |
| Verdiepingloos pand onder dwarsgeplaatste pannendak | Woonhuis                  | 18e eeuw |           | Hoofdstraat 240              | 52° 25' 43" NB, 4° 38' 38" OL | 37101 | Meer afbeeldingen                                   |
| Verdiepingloos pand onder dwarsgeplaatste pannendak | Woonhuis                  | 18e eeuw |           | Hoofdstraat 242              | 52° 25' 43" NB, 4° 38' 38" OL | 37102 | Verdiepingloos pand onder dwarsgeplaatste pannendak |
| Statig huis in chaletvorm                           | Woonhuis                  | 19e eeuw |           | Hoofdstraat 252              | 52° 25' 39" NB, 4° 38' 36" OL | 37103 | Meer afbeeldingen                                   |
| Statig landhuis                                     | Woonhuis                  | 18e eeuw |           | Hoofdstraat 268              | 52° 25' 37" NB, 4° 38' 36" OL | 37104 | Meer afbeeldingen                                   |
| Stal,                                               | Boerderij                 | 18e eeuw |           | Hoofdstraat 270              | 52° 25' 35" NB, 4° 38' 37" OL | 37105 | Meer afbeeldingen                                   |

## Duin en Kruidberg
Landgoed Duin en Kruidberg kent 14 rijksmonumenten. Zie lijst van rijksmonumenten in Duin en Kruidberg voor een overzicht.